# خورخي روميرو روميرو
خورخي روميرو روميرو هو سياسي مكسيكي، ولد في 10 نوفمبر 1964 في باتشوكا في المكسيك. نشط حزبياً في الحزب الثوري المؤسساتي. وقد انتخب عضو مجلس النواب المكسيك ‏.